# Cataegidae
Cataegidae is een familie van weekdieren uit de klasse van de Gastropoda (slakken).

## Geslachten
- Cataegis McLean & Quinn, 1987
- Kanoia Warén & Rouse, 2016